# Babrala
Babrala là một thị xã và là một nagar panchayat của quận Budaun thuộc bang Uttar Pradesh, Ấn Độ.

## Địa lý
Babrala có vị trí 28°16′B 78°24′Đ / 28,27°B 78,4°Đ Nó có độ cao trung bình là 177 mét (580 foot).

## Nhân khẩu
Theo điều tra dân số năm 2001 của Ấn Độ, Babrala có dân số 14.447 người. Phái nam chiếm 53% tổng số dân và phái nữ chiếm 47%. Babrala có tỷ lệ 56% biết đọc biết viết, thấp hơn tỷ lệ trung bình toàn quốc là 59,5%: tỷ lệ cho phái nam là 63%, và tỷ lệ cho phái nữ là 47%. Tại Babrala, 17% dân số nhỏ hơn 6 tuổi.